# Relational frame theory
Relational frame theory (RFT) (de Engelse term wordt meestal ook in het Nederlands gebruikt en uitzonderlijk soms vertaald als relationele kadertheorie), is een psychologische theorie die verklaart hoe menselijke vermogens tot het leggen van relaties tussen allerlei zaken leiden tot cognities, taal en gedrag. Deze theorie werd opgesteld door de psychologen Steven Hayes, Dermot Barnes-Holmes en Bryan Roche. RFT is te situeren binnen de gedragsanalyse en is een uitbreiding van het behaviorisme van Skinner. 

## Uitgangspunten
RFT is een theorie die tracht te verklaren waarom mensen een oneindig aantal stimuli met elkaar kunnen associëren zonder ze direct te hoeven ervaren, zo snel nieuwe verbanden kunnen leggen tussen stimuli, gebruik kunnen maken van metaforen, humor, analogieën e.d. Cognitieve netwerken kunnen alleen uitgebreid worden, inhoudelijk kunnen ze niet veranderen. Het wetenschapsfilosofische uitgangspunt van RFT is het functioneel contextualisme.

## De mogelijkheden van menselijke taal:relational framing
In de RFT wordt beschreven hoe mensen stimuli aan elkaar koppelen die ze niet op directe wijze hoeven te ervaren. Het gedrag van dit koppelen wordt relational framing genoemd. 
Dat relational framing heeft de volgende kenmerken:
- mutual entailment: mensen kunnen concluderen dat wanneer A = B geldt, ook B = A geldt. Hoewel dat voor de hand lijkt te liggen, heeft mutual entailment grote gevolgen voor de ontwikkeling van het kind[6][7]
- combinatorial entailment: als geldt A = B én B = C, dan kunnen mensen concluderen A = C. Ook dit is een essentieel mechanisme in de ontwikkeling van het kind.[8]

Wanneer twee stimuli aan elkaar gekoppeld worden door middel van relational framing treedt een overdracht van de psychische functies (betekenis, gevoel, gedragsintenties) van de ene stimulus op de andere op. Dit proces wordt transformatie van stimulusfunctie genoemd.

## De gevaren van menselijke taal:cognitieve fusieenexperiëntiële vermijding
'Relational framing' kan ertoe leiden dat mensen hun gedachten gaan opvatten als de werkelijkheid en er hun gedrag te veel op gaan afstemmen, een proces dat cognitieve fusie genoemd wordt. 
Een simpel voorbeeld is regelgeleid gedrag: mensen kunnen sociaal opgelegde regels blijven opvolgen, terwijl deze niet effectief zijn. Iemand met een burn-out kan de regel 'ik moet altijd mijn best doen' té serieus genomen hebben (en hiermee gefuseerd zijn), en daarmee zichzelf over de kop gewerkt hebben. Een therapeutische mogelijkheid die dan binnen de Acceptance and commitment therapy (ACT) toegepast wordt, is het leren de eigen gedachten te zien voor wat ze écht zijn: alleen maar gedachten. Je hoeft er geen gehoor aan te geven in gevallen waarin dat niet werkzaam voor je is. Dit wordt cognitieve defusie genoemd.
Het vermijden van interne ervaringen die door het proces van relational framing geassocieerd zijn geraakt met ongewenste emoties wordt experiëntiële vermijding (ervaringsvermijding) genoemd, en leidt op den duur tot een inperking van de psychische flexibiliteit, binnen ACT standaard psychologische flexibiliteit genoemd.

## Toepassingen
- Acceptance and commitment therapy (ACT)[11]: RFT vormt de theoretische basis van ACT en andere vormen van derde generatie gedragstherapie.
- IRAP: een psychometrische procedure om 'latente' relational frames vast te stellen.

## RFT leren kennen
RFT is een moeilijke theorie. Intussen verschenen enkele werken die RFT toegankelijker maken, hetzij door een stapsgewijze introductie, hetzij door het illustreren via praktische voorbeelden uit het dagelijks leven.